# Речане (присілок)
Речане (рос. Речане) — присілок в Торопецькому районі Тверської області Російської Федерації.
Населення становить 278 осіб. Входить до складу муніципального утворення Речанське сільське поселення.

## Історія
Від 2005 року входить до складу муніципального утворення Речанське сільське поселення.

## Населення
| 1997 | 2010 |
| ---- | ---- |
| 344  | ↘278 |